# Sochinsogonia frontalis
Sochinsogonia frontalis är en insektsart som beskrevs av Young 1986. Sochinsogonia frontalis ingår i släktet Sochinsogonia och familjen dvärgstritar. Inga underarter finns listade i Catalogue of Life.